# Salman Gambarov

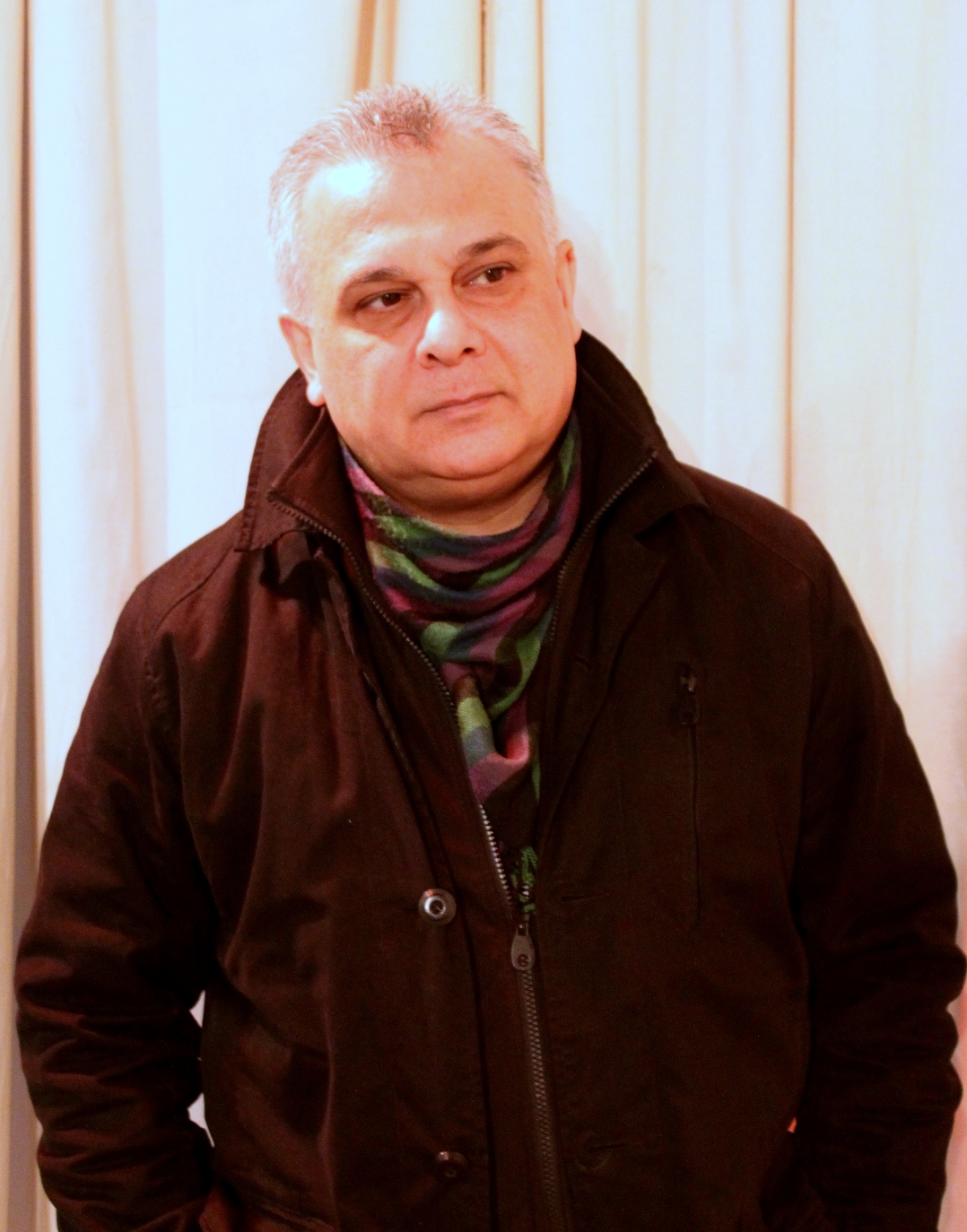
Salman Gambarov (2010)

Salman Gambarov (* 18. April 1959 in Baku als  Salman Hüseyin oğlu Qəmbərov) ist ein aserbaidschanischer Jazzmusiker  (Piano, Komposition).

## Leben und Wirken
Gambarov ist ein Enkel des Opernsängers und Volkskünstlers Hüseynağa Hacıbababəyov. Im Alter von vier Jahren begann er mit dem Klavierspiel und erhielt dann klassischen Klavierunterricht. Nach der Musikschule setzte er seine Ausbildung am Staatlichen Konservatorium von Aserbaidschan fort. Dort wurde er zunächst als Musikwissenschaftler (1978–1983) ausgebildet, um dann zwischen 1986 und 1990 Komposition in der Klasse von İsmayıl Hacıbəyov zu studieren. Autodidaktisch beschäftigte er sich daneben mit Jazz.
Gambarovs Komposition mit dem Titel Variationen für Fortepiano wurde 1987 in Moskau mit dem ersten Preis im All-Union-Wettbewerb der Komponisten ausgezeichnet. 1996 gründete er die Gruppe Bakustic Jazz. Gemeinsam mit Jamil Amirov und A.Bayramova nahm er 1999 am Oriental Jazz Fest in Deutschland teil. Weitere Auftritte hatte er am Montreux Jazz Festival, dem Zelt-Musik-Festival in Freiburg und beim Beethovenfest. Auf dem Morgenland Festival Osnabrück trat er 2009 mit Bakustik Jazz auf; 2014 spielte er dort im Duo mit Florian Weber und war zudem Teil einer Allstar-Besetzung, für die er auch komponierte; 2016 trat er dort mit Wu-Wei auf. Caroline Thon holte ihn in ihre Combo Eurasians Unity (gleichnamiges Album bei Enja 2018). Er ist auch auf Dima Orshos Album Hidwa. Lullabies for Troubled Times zu hören.
Gambarov komponierte auch Filmmusiken.

## Diskographische Hinweise
- East or West (2005, mit Anar Tagizade, Tahir Guliyev)
- Salman Gambarov & Bakustic Jazz: Live at Morgenland Festival Osnabrück, August 2009 (Dreyer Gaido 2010, mit Emil Hasanov, Vagif Aliyev sowie Mirjavad Jafarov)
- Morgenland All Star Band: Dastan (Dreyer Gaido 2014, mit Amir ElSaffar, Frederik Köster, Dima Orsho, Perhat Khaliq, Ibrahim Keivo, Ziya Gückan, Moslem Rahal, Kinan Azmeh, Andreas Müller, Rony Barrak, Bodek Janke)
- Kayhan Kalhor, Aynur, Salman Gambarov, Cemîl Qoçgirî: Hawniyaz (Harmonia Mundi 2016)[3]